# Tramwaj linowy

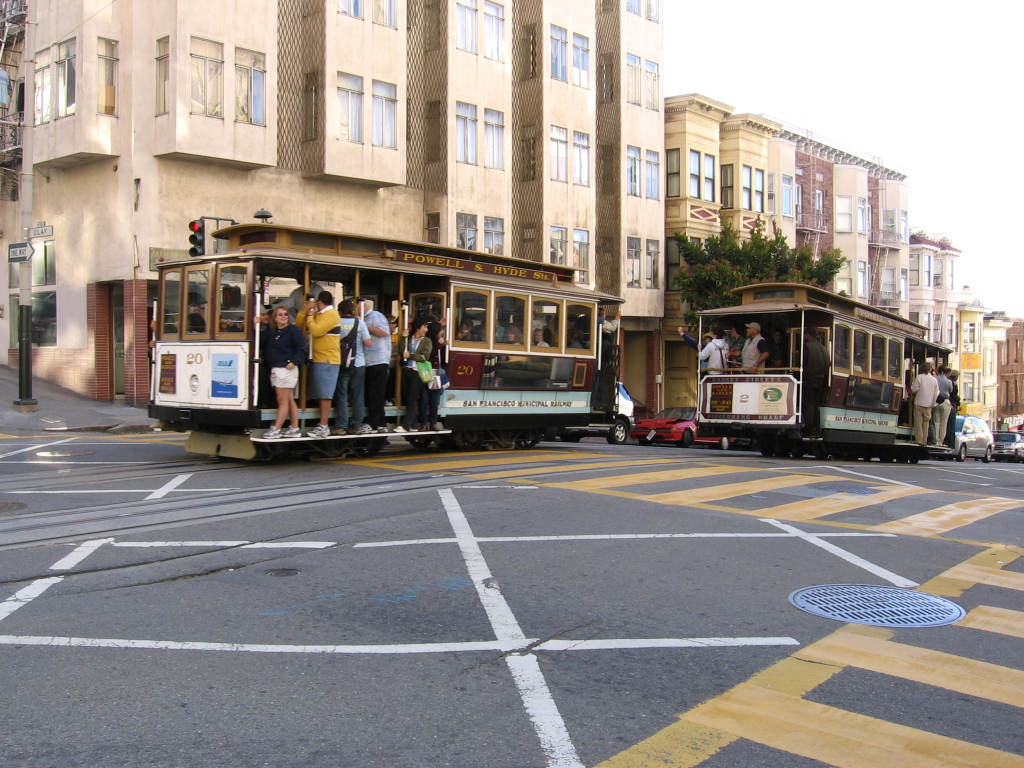
Tramwaje linowe na ulicy Powell Street w San Francisco (czerwiec 2005)

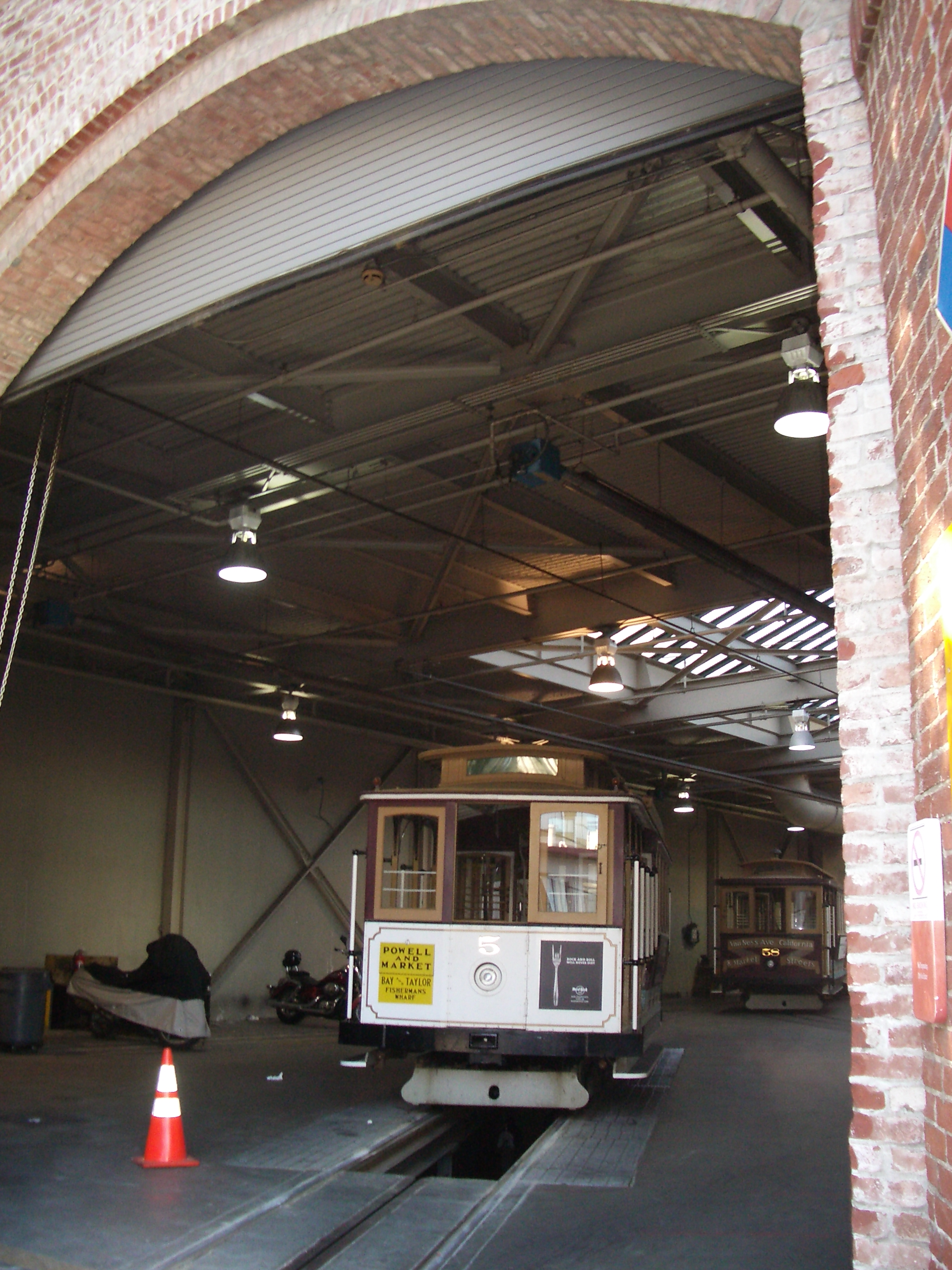
Zajezdnia tramwajów linowych w San Francisco (marzec 2008)

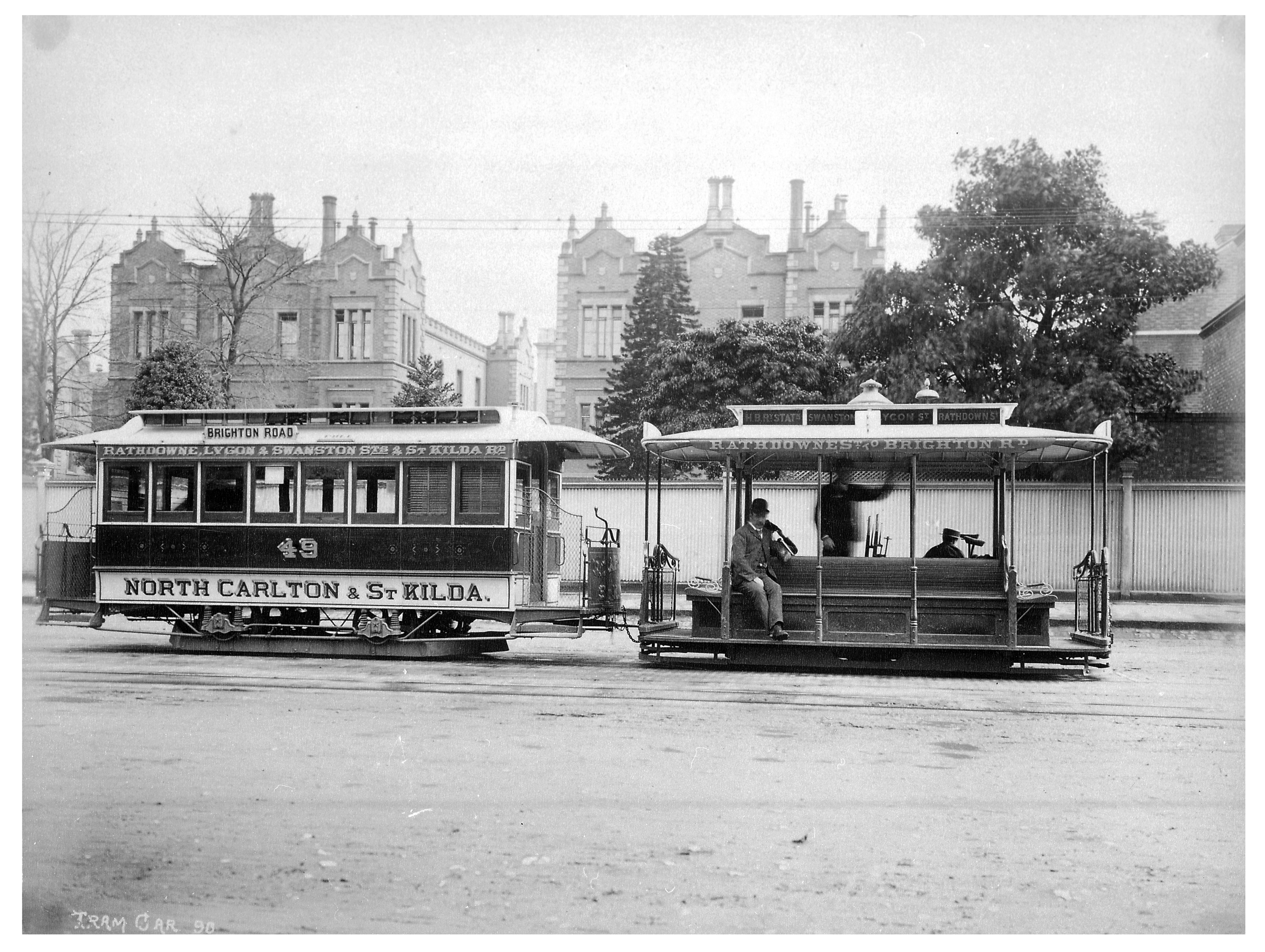
Tramwaj linowy z Melbourne w Australii (1905)

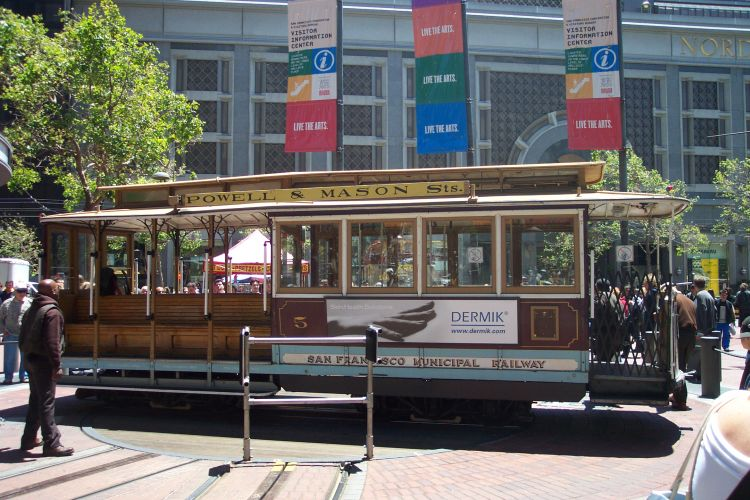
Tramwaj linowy podczas obracania na obrotnicy znajdującej się u zbiegu ulic Powell Street i Market Street w centrum San Francisco (listopad 2005)

Tramwaj linowy (ang. cable car) – system tramwajowy, który w odróżnieniu od tradycyjnych systemów, nie jest zasilany prądem z sieci trakcyjnej, lecz do napędu stosuje się linę ukrytą pod górną płaszczyzną jezdni.
Unikatowy w skali światowej tego rodzaju system jest używany w kalifornijskim mieście San Francisco.

## Historia
Za rok powstania tramwajów liniowych przyjmuje się 1873. W tym roku powstała pierwsza linia tramwaju linowego w San Francisco. Na przełomie XIX i XX wieku w kilku dużych metropoliach powstały systemy tramwajów linowych, jednak zaprzestano ich stosowania z biegiem czasu. Spośród krajów europejskich można wymienić:
- Wielka Brytania (8 linii, w tym 2 w Londynie),
- Portugalia (2 linie w Lizbonie),
- Francja (jedna linia w Paryżu).

W Australii i Nowej Zelandii pasażerów obsługiwało 7 linii tramwajów linowych, ale ten środek transportu najbardziej rozpowszechniony był jednak na terenie Stanów Zjednoczonych:
- San Francisco (8 linii, z czego 3 działają do dziś),
- Nowy Jork (7 linii),
- Kansas City (6 linii),
- Saint Louis (6 linii),
- Seattle (5 linii),
- Los Angeles (3 linie),
- Denver (2 linie),
- oraz kilka innych mniejszych miast amerykańskich.

## Budowa i działanie
Tramwaj linowy jest pojazdem poruszającym się po stalowych szynach. Nie posiada własnego silnika, a napędzany jest za pomocą stalowej liny, która biegnie pod górną płaszczyzną jezdni, pomiędzy szynami. Pojazd wyposażony jest w specjalne kleszcze służące do chwytania przez wąską szczelinę liny biegnącej pod torowiskiem. Uchwycona lina ciągnie tramwaj po szynach. System lin wprawiany jest w ruch za pomocą centralnej siłowni (ang. powerhouse). 
Do 1920 w siłowni używane były silniki parowe, a obecnie system napędzany jest przez silnik elektryczny. Ponieważ budowa systemu uniemożliwia zawracanie tramwajów w tradycyjny sposób, na każdym końcu trasy tramwaju znajduje się obrotnica, na której pojazd jest obracany ręcznie przez obsługę o 180°, po czym jest gotowy do jazdy w przeciwnym kierunku.